# Hans von Bülow
Hans Guido von Bülow (Dresde, 8 de enero de 1830-El Cairo, 12 de febrero de 1894) fue un director de orquesta, virtuoso pianista y compositor romántico alemán. Pertenecía a la nobleza y llevaba el título de Freiherr (barón). Fue uno de los famosos directores del siglo XIX, y su actividad fue crítica en el establecimiento de los éxitos de los compositores más importantes de su época, entre ellos Richard Wagner. Dirigió la Filarmónica de Berlín entre 1887 y 1893.

## Biografía
Nació en Dresde, y desde los 9 años fue alumno de Friedrich Wieck (padre de Clara Schumann). Sin embargo, sus padres insistieron en que estudiase Derecho en lugar de música y lo enviaron a Leipzig.  
En Leipzig conoció a Franz Liszt, y al escuchar la música de Richard Wagner —específicamente, el estreno de Lohengrin en 1850— decidió ignorar las órdenes de su padre y en su lugar hacerse una carrera como músico. Obtuvo su primer trabajo como director en Zúrich en 1850, recomendado por Wagner.
Por su notoria falta de tacto, Bülow se ganó la antipatía de muchos de los músicos con los que trabajaba. Por ello fue despedido de su trabajo en Zúrich, pero al mismo tiempo ya comenzaba a ganar renombre por su habilidad para dirigir sin partitura obras nuevas y complejas. 
En 1851 se convirtió en estudiante de Liszt, casándose con la hija de Liszt, Cosima en 1857. Durante los años 1850 e inicios de los 60 se mantuvo en actividad como pianista de recitales, director y escritor, siendo muy conocido tanto en Alemania como en Rusia.
En 1864 fue nombrado director de la Ópera de la Corte de Múnich (hoy Teatro Nacional de Múnich u Ópera Estatal de Baviera), y fue en este puesto donde adquirió gran fama. Dirigió los estrenos de dos óperas de Wagner, Tristan und Isolde y Die Meistersinger von Nürnberg, en 1865 y en 1868, respectivamente, siendo ambas inmensamente exitosas. 
Sin embargo, su esposa Cosima, mantenía una aventura extramatrimonial con Richard Wagner desde 1866 y en 1868 lo dejó llevándose a dos de sus cuatro hijos —las dos que Richard Wagner adoptó como suyos— y en 1870 se divorció de von Bülow para casarse con el compositor. Pese a esto, von Bülow siguió siendo discípulo de Wagner y nunca desarrolló resentimiento contra él; incluso lamentó su muerte y continuó dirigiendo sus obras.
Además de apoyar la música de Wagner, von Bülow fue un promotor de la música de Brahms y Chaikovski. Ofreció el estreno mundial del Concierto para piano nº 1 en Boston en 1875, una jornada tempestuosa deslucida por los abucheos, interrupciones e insultos.
Entre 1878 y 1880 fue maestro de capilla (Hofkapellmeister) en Hanóver, pero se vio forzado a renunciar después de un enfrentamiento con un tenor que cantaba el papel del "Caballero del Cisne" en Lohengrin (von Bülow lo llamó el "rey de los canallas"). En 1880 se trasladó a Meiningen, donde tomó el puesto equivalente y donde logró que la orquesta fuera una de las mejores de Alemania. Entre sus varias demandas, insistió en que los músicos lograsen tocar sus partes de memoria. Entre algunas de sus innovaciones orquestales está la adición del contrabajo de 5 cuerdas y el timbal con pedal, que es desde entonces uno de los instrumentos estándares de la orquesta sinfónica. 
Sus interpretaciones cuidadosas, sensibles y profundamente musicales lo convirtieron en el prototipo del director virtuoso que floreció en fecha posterior. También fue un agudo y astuto periodista musical.
A fines de los años 1880 se estableció en Hamburgo, pero continuó realizando giras, tanto como director como pianista. Después de 1890, su salud mental y psíquica comenzó a fallar y buscó un clima más templado y seco para recuperarse. Murió en un hotel en El Cairo.

## Estrenos notables

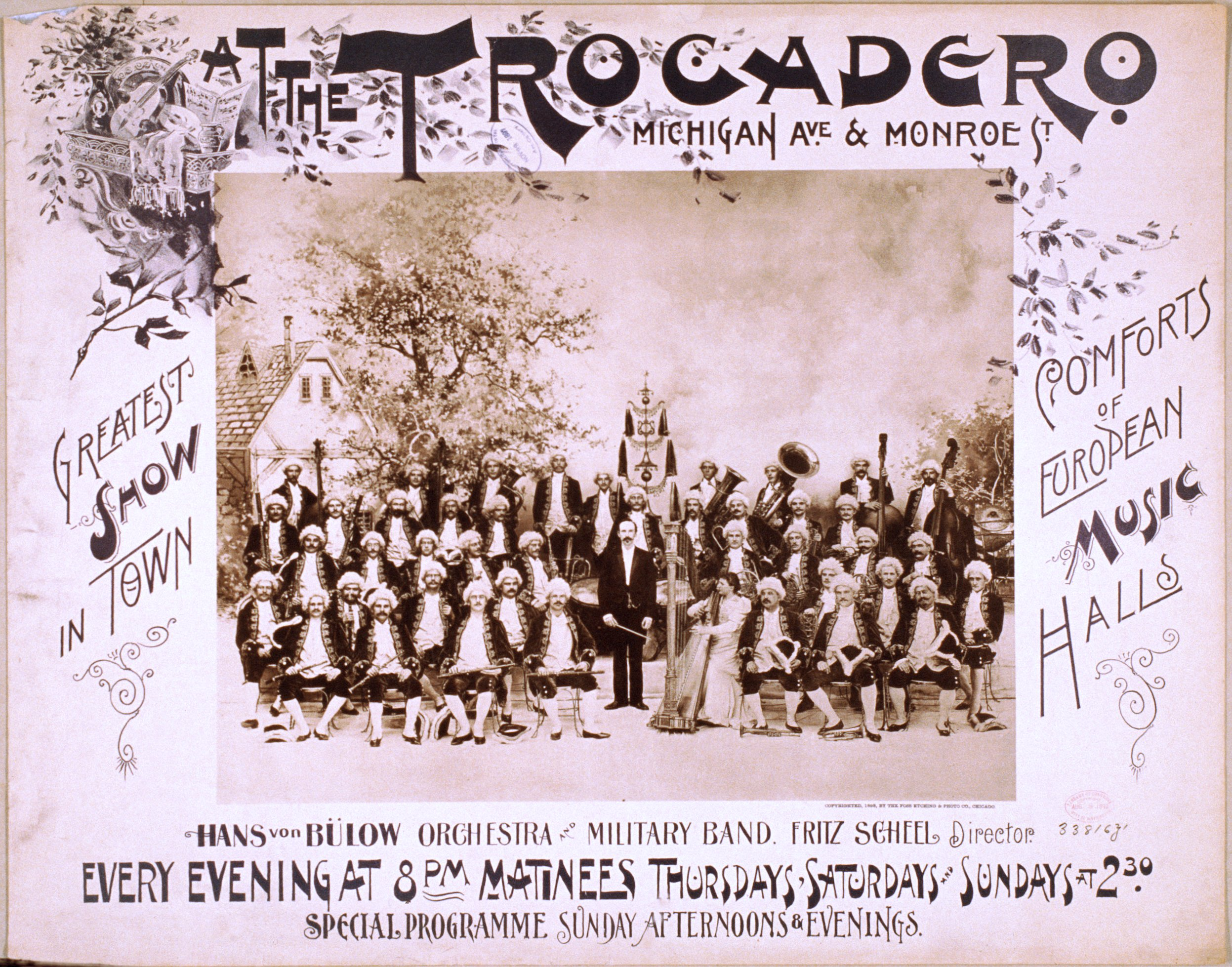
Cartel para una presentación de la Orquesta y la Banda Militar de Hans von Bülow en Chicago.

### Como director
- Wagner, Tristan und Isolde, Múnich, 10 de junio de 1865.
- Wagner, Die Meistersinger von Nürnberg, Hofoper, Múnich, 21 de junio de 1868.

### Como pianista
- Beethoven, Ciclo completo de Sonatas para Piano.
- Liszt, Sonata en si menor, Berlín, 27 de enero de 1857.
- Chaikovski, Concierto para piano n.º 1, Boston, 25 de octubre de 1875.